# 北海道増毛高等学校

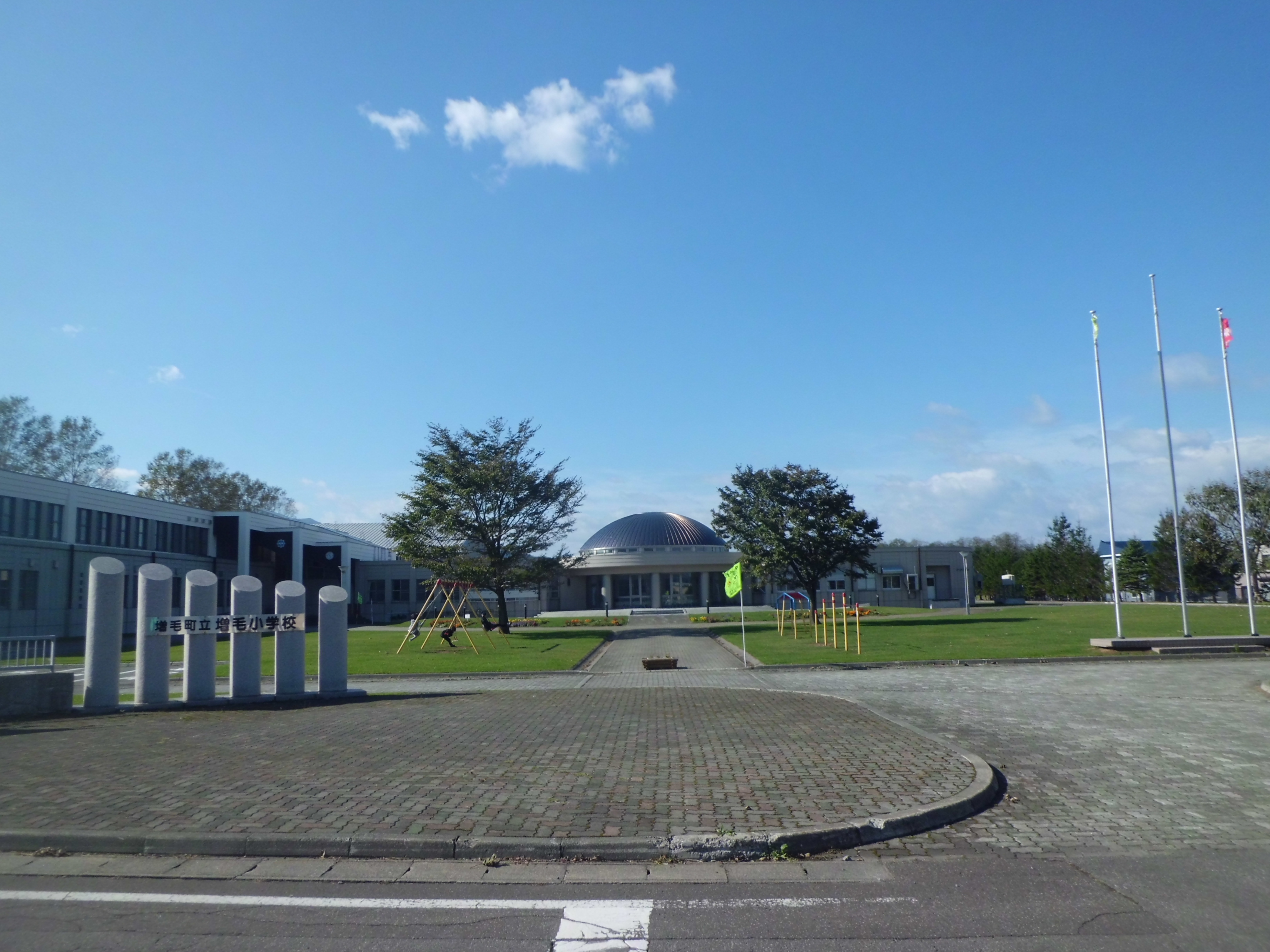
校舎は増毛小学校に転用された

北海道増毛高等学校（ほっかいどうましけこうとうがっこう）は、北海道増毛郡増毛町にあった公立（道立）の高等学校。

## 沿革
- 1940年 3月6日 - 北海道増毛町立増毛実科高等女学校として開校し、増毛小学校に併設される。
- 1940年 4月18日 - 開校式を挙行する。
- 1943年 4月1日 - 校名を北海道増毛高等女学校に変更する。
- 1948年 4月1日 - 学制改革により、新制高等学校となり、校名を北海道増毛高等学校とする。
- 1949年 - レスリング部初の全国制覇
- 1950年 - レスリング部全国制覇
- 1952年 - レスリング部全国制覇
- 1953年 - レスリング部全国制覇
- 1954年 3月10日 - 道立に移管される。
- 1955年 - レスリング部全国制覇
- 1956年 - メルボルンオリンピックで本校OBの池田三男（中大）が金メダル獲得
- 1956年 - メルボルンオリンピックで本校OBの浅井正（中大）が4位入賞
- 1956年 - メルボルンオリンピックで本校OBの桂本和夫（中大）が5位入賞
- 1957年 - 本校OBの桂本和夫（中大）がプロ野球国鉄スワローズ入団
- 1958年 - レスリング部全国制覇
- 1960年 - ローマオリンピックで本校OBの浅井正（実業団）が4位入賞
- 1960年 - ローマオリンピックで本校OBの佐藤多美治（中大）が4位入賞
- 1960年 - ローマオリンピックで本校OBの北村光治（中大）が5位入賞
- 1960年 - ローマオリンピックで本校OBの石黒馨（中大）が17位
- 1960年 - ローマオリンピックで本校OBの武田幸彦（中大）が9位
- 1960年 - レスリング部全国制覇
- 1964年 - メキシコオリンピックで本校OBの田代俊郎（中大）が17位
- 1970年 9月11日 - 創立30周年記念式典を挙行する。
- 1982年 3月31日 - 定時制を廃止。
- 1990年 10月13日 - 創立50周年記念式典を挙行する。
- 2000年 10月14日 - 創立60周年記念式典を挙行する。
- 2009年 4月1日 - 生徒募集停止。
- 2011年 3月31日 - 閉校。

## 閉校後の校舎
増毛町立増毛小学校の校舎として移転、転用。

## クラブ活動
- アマチュアレスリング部（廃部） - 全国優勝経験有り、オリンピック金メダリストも輩出した
- 水泳部（廃部） - 全国大会出場者多数
- 剣道部 - 全国大会出場経験有り
- 柔道部（廃部） - 全国大会出場経験有り
- 野球部（廃部） - 旭川支部準決勝
- サッカー部 - 全道大会出場
- 体操部（廃部） - 全国大会出場経験有り
- バスケットボール部 - 地区大会
- バレー部（廃部） - 男女とも全道大会出場経験有り
- 卓球部（廃部） - 地区大会
- 陸上部（廃部） - 全国大会出場経験有り
- スキー部（廃部） - 全国大会入賞経験有り
- 吹奏楽部 - 全道大会金賞

## 主な卒業生
- 池田三男 - レスリングメルボルンオリンピック金メダリスト
- 桂本和夫 - レスリングメルボルンオリンピック5位入賞（元プロ野球国鉄スワローズ）
- 浅井正 - レスリングメルボルンオリンピック4位入賞、レスリングローマオリンピック4位入賞
- 松江喜久弥 - レスリング元日本代表
- 佐藤義 - レスリング元日本代表
- 佐藤多美治 - レスリングローマオリンピック4位入賞
- 北村光治 - レスリングローマオリンピック5位入賞
- 武田幸彦 - レスリングローマオリンピック3回戦進出
- 石黒馨 - レスリングローマオリンピック2回戦進出
- 田代俊郎 - レスリングメキシコオリンピック2回戦進出
- 小笠原賢二 - 文芸評論家
- 越田茂実 - プロボクサー

## 学科構成
- 全日制普通科
- 全日制商業科（閉鎖）
- 定時制普通科（閉鎖）
- 定時制商業科（閉鎖）